# كاكيغاوا (شيزوكا)
مدينة كاكيغاوا (بالإنجليزية: Kakegawa)‏ هي أحد المدن التابعة لمحافظة شيزوكا. تأسست رسميًا في 31/03/1954. ويقدر عدد سكانها بـ 118660 نسمة حسب تقدير مكتب الإحصاء الياباني لعام 2012. تبلغ مساحة كاكيغاوا 265.63 كم2. بكثافة سكانية تبلغ 447 نسمة/كم2.

## توأمة
لكاكيغاوا (شيزوكا) اتفاقيات توأمة مع:
- كورنينغ

## أعلام
- نوريكو ناكاياما
- كينيا ماتسوي
- أتسوشي ياماموتو